# Den Løse Kanon
Den Løse Kanon var et eftermiddagsprogram, der blev sendt på radioens P3 fra 1. september 2009 til 17. december 2010 på hverdage mellem klokken 14 og 16. Programmets værter var Huxi Bach og Karen Thisted.